# Peder Olsen (borgmester)
 For alternative betydninger, se Peder Olsen. (Se også artikler, som begynder med Peder Olsen)
Peder Olsen var borgmester i Hasle under den bornholmske opstand i 1658.
Johan Printzensköld, den svenske kommandant på Bornholm, havde på vej fra Hammershus til Rønne gjort holdt i Hasle for at diskutere skatteopkrævning med Peder Olsen. Det var indirekte startskuddet til befrielsen af Bornholm.
De mest prominente frihedskæmpere, udover Peder Olsen, var Poul Ancher, Villum Clausen og Jens Kofoed.